# Bandera de l'Uruguai

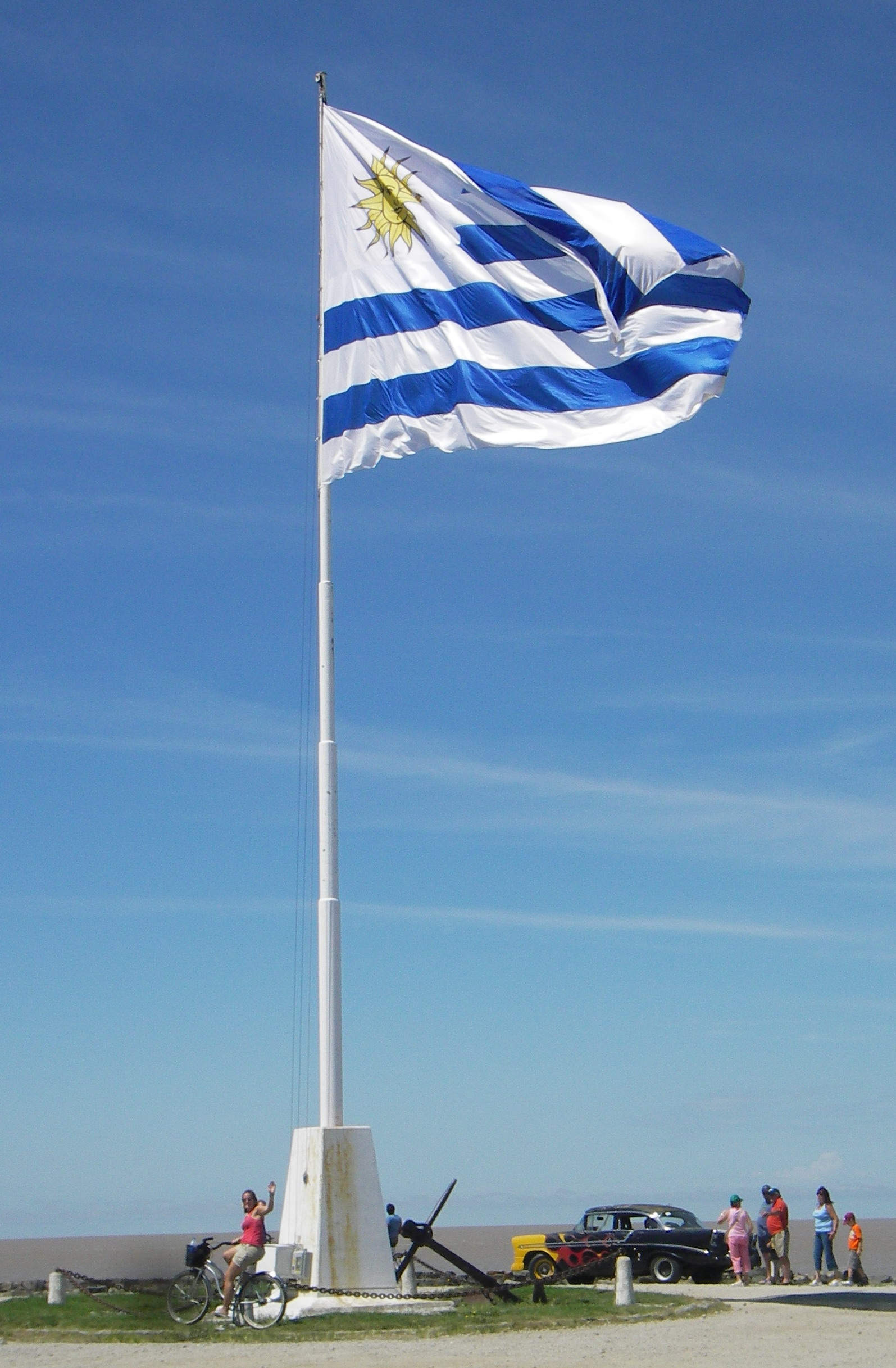
Bandera de l'Uruguai.

La Bandera de l'Uruguai o Pavelló Nacional (en castellà i oficialment, Bandera de Uruguay o Pabellón Nacional) és un dels símbols nacionals de la República Oriental de l'Uruguai. Va ser adoptat per les lleis del 16 de desembre de 1828 i 12 de juliol de 1830, després de les reunions que van tenir lloc a Villa Guadalupe.
Els seus colors són el blanc i el blau, tenint el sol, que ocupa el cantó, color or. La bandera té les següents proporcions: el llarg i l'ample estan en relació de 3 a 2 i l'espai que conté el sol consisteix en un quadre en la part superior, al costat de l'asta, que arriba fins a la sisena franja, exclusiva, de color blau. La primera franja i l'última són de color blanc. El dibuix del sol consisteix en un cercle radiant, amb cara, i d'un diàmetre d'11/15 del quadre blanc.
La disposició dels elements que componen el pavelló nacional uruguaià està inspirada en les banderes dels Estats Units d'Amèrica – en la qual les tretze franges representen les tretze primeres colònies – i de l'Argentina, per la qual cosa les nou franges horitzontals que es distribueixen sobre el camp representen els primers nou departaments del país. El cantó és ocupat pel Sol de Maig (Sol de Mayo), símbol que històricament fa referència a la independència respecte a Espanya del Virregnat del Riu de la Plata. Finalment, com és comú amb algunes banderes d'estats independents, hi ha una connexió amb la metròpoli de la qual van formar part; en aquest cas, el Sol de Maig fa referència, també, a les Províncies Unides del Riu de la Plata.

## Ús de les banderes
D'acord amb el decret del 18 de febrer de 1952 la Bandera Nacional ha de ser hissada obligatòriament tots els dies festius o de commemoració cívica per les oficines públiques i establiments fiscalitzats per l'estat o amb protecció oficial.
Diàriament ha de ser hissada en:
1. Presidència de la República
2. Edificis dels Ministeris
3. Vaixells de la Marina Mercant, sempre que no afectin les disposicions vigents, reglaments de navegació o pràctiques internacionals
4. Residència del President de la República
5. Principals oficines públiques que tinguin relació amb el trànsit internacional, situades dins d'una distància de cinc quilòmetres de la frontera terrestre i fluvial del riu Uruguai.

Es permet l'ús del Pavelló Nacional per part dels particulars sense autorització prèvia. Està prohibit l'ús de cap bandera que no sigui la nacional de l'Uruguai en cap edifici públic o particular. Les legacions i consolats estrangers són els únics que
poden hissar els seus respectius pavellons als edificis de la seva seu.

## Jurament de Fidelitat a la Bandera Nacional

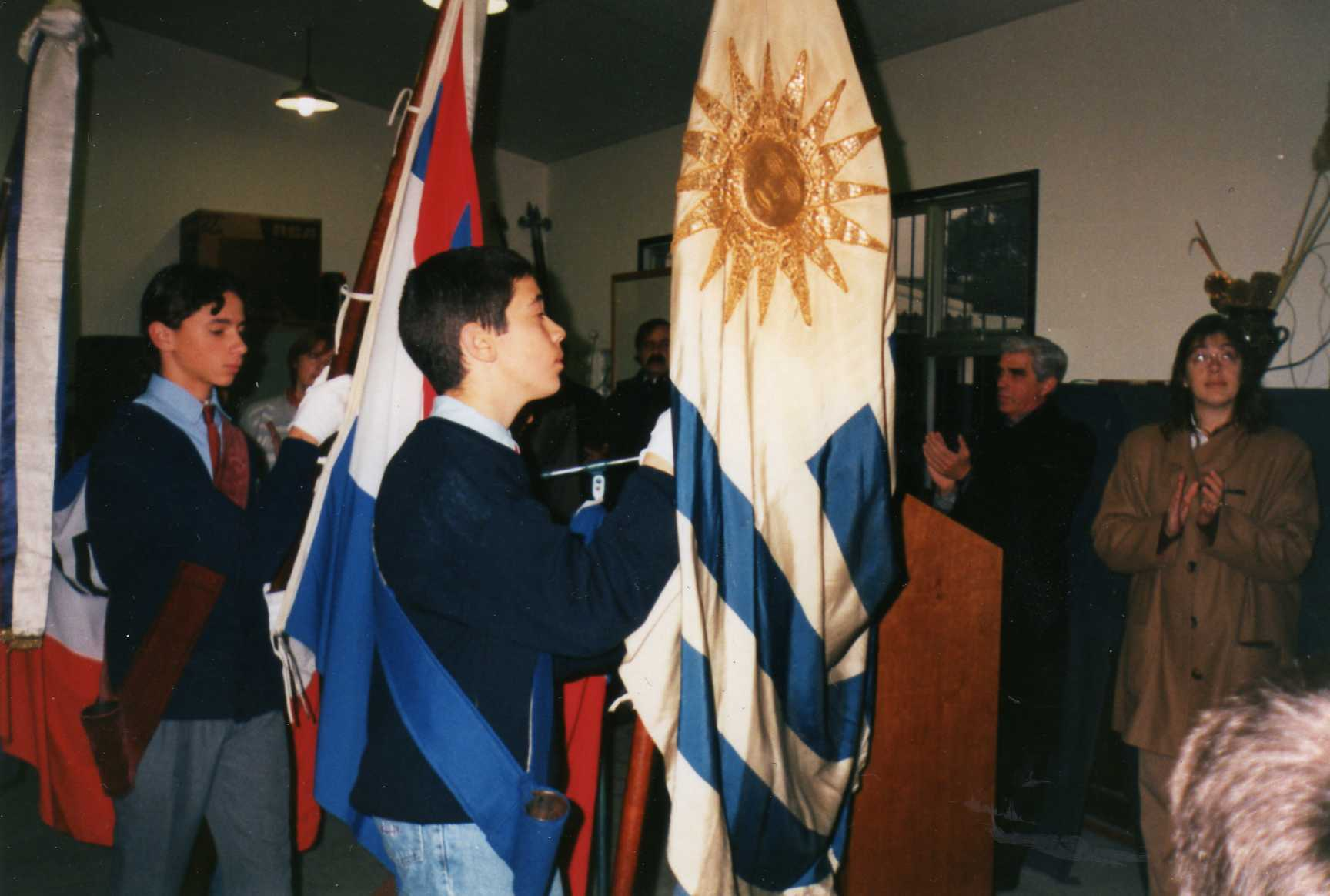
Alumnes uruguaians jurant fidelitat a la bandera.

Almenys en una ocasió de la seva vida, tot ciutadà natural o legal de l'Uruguai està obligat a prestar jurament de fidelitat a la Bandera Nacional, en acte públic i solemne. En cas de no fer-ho, l'esmentada persona tindrà prohibit l'accés a determinades opcions laborals. Allà se li pren el jurament que expressa:
| « | Jureu honrar la vostra Pàtria, amb la pràctica constant d'una vida digna, consagrada a l'exercici del bé per a vosaltres i els vostres semblants; defensar amb el sacrifici de la vostra vida si fos precís, la Constitució i les lleis de la República, l'honor i la integritat de la Nació i les seves institucions democràtiques, tot el qual simbolitza aquesta Bandera? | » |

La resposta, en realitzar el jurament, és: ¡¡Sí, juro!!

## Altres banderes
L'Uruguai és un dels pocs països al món que ha adoptat tres banderes com a símbol patri.
Els tres pavellons s'alcen conjuntament a vegades de festa nacional, romanent alineats durant tot el dia. En els col·legis i institucions tant privades com públiques s'elegeix els tres alumnes amb millor rendiment acadèmic i se'ls designa una bandera a cadascú: la Nacional, la Bandera d'Artigas i la dels Trenta-Tres Orientals. Així mateix, uns altres sis estudiants actuen d'escortes, dividint-se en dos per capdavanter (abanderado).

Bandera d'Artigas
Bandera dels Trenta-Tres Orientals
Pavelló de proa

## Banderes històriques
Durant la Guerra Gran, per exemple, les forces lleials al Partit Nacional, sota el comandament de Manuel Oribe, usaven una versió de la bandera oriental de blau molt fosc, amb el suport dels federals argentins, que al seu torn usaven una versió de blau molt fosc a la bandera de la Confederació Argentina. Al seu torn, les forces de l'assetjada Montevideo, lleials al Partit Colorado, dirigits per Fructuoso Rivera, el color distintiu del qual era abans de la batalla de Carpintería el color blau cel, usaven una versió de la bandera uruguaiana de color blau cel clar, amb el suport dels unitaris de Buenos Aires en l'exili.

Bandera espanyola usada durant el Virregnat del Riu de la Plata fins a l'any 1816
Bandera de la Província Cisplatina, sota el domini de l'Imperi del Brasil, usada des de 1821 fins a la independència de l'Uruguai, el 1825
Bandera de la Província Oriental de l'Uruguai entre 1825 i 1828, aprovada durant el Congrés de la Florida.[8]
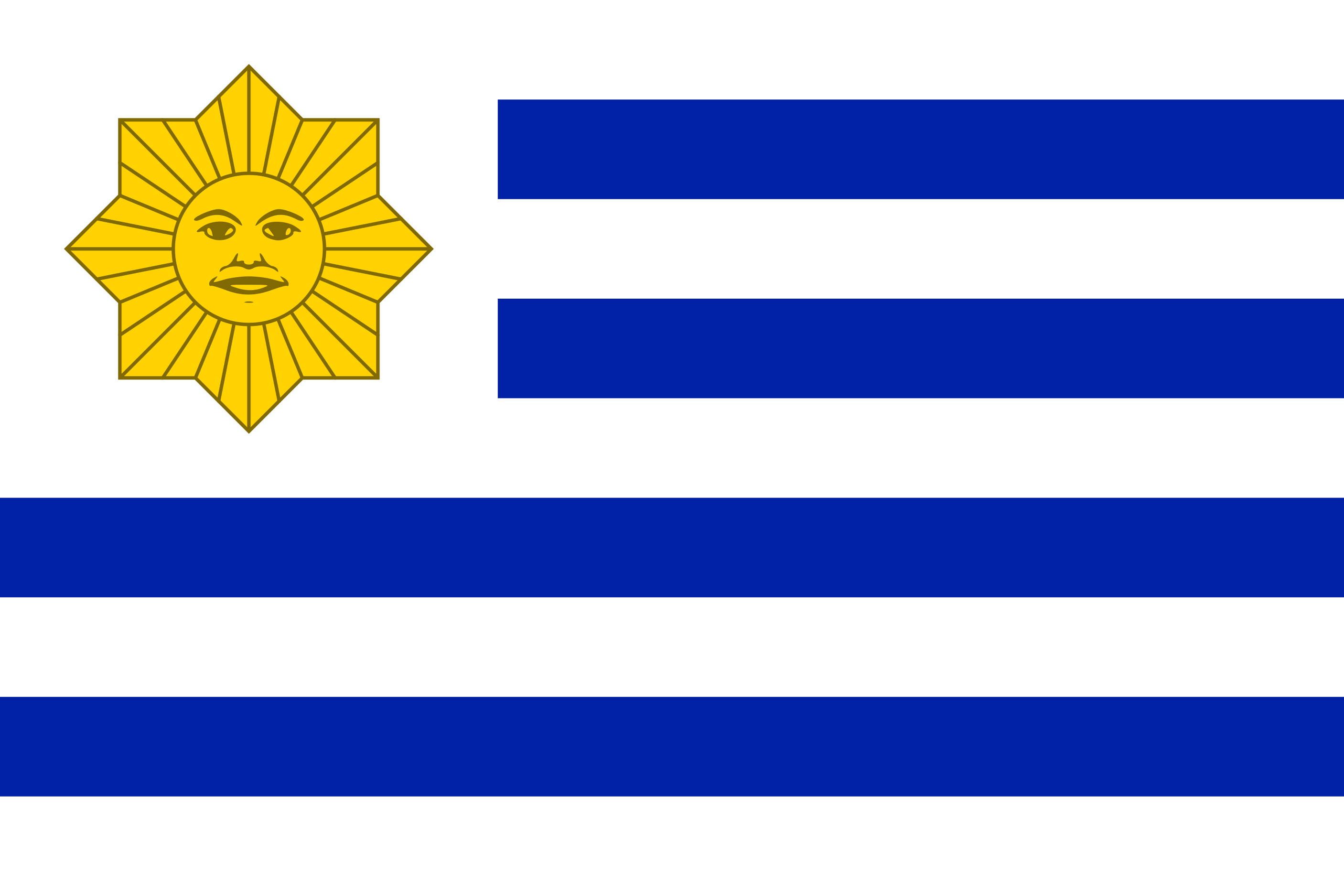
Bandera de l'Estat Oriental usada per les forces del Partit Nacional fins a l'any 1850
Bandera usada pels membres del Partit Colorado durant la Guerra Gran

## Galeria d'imatges

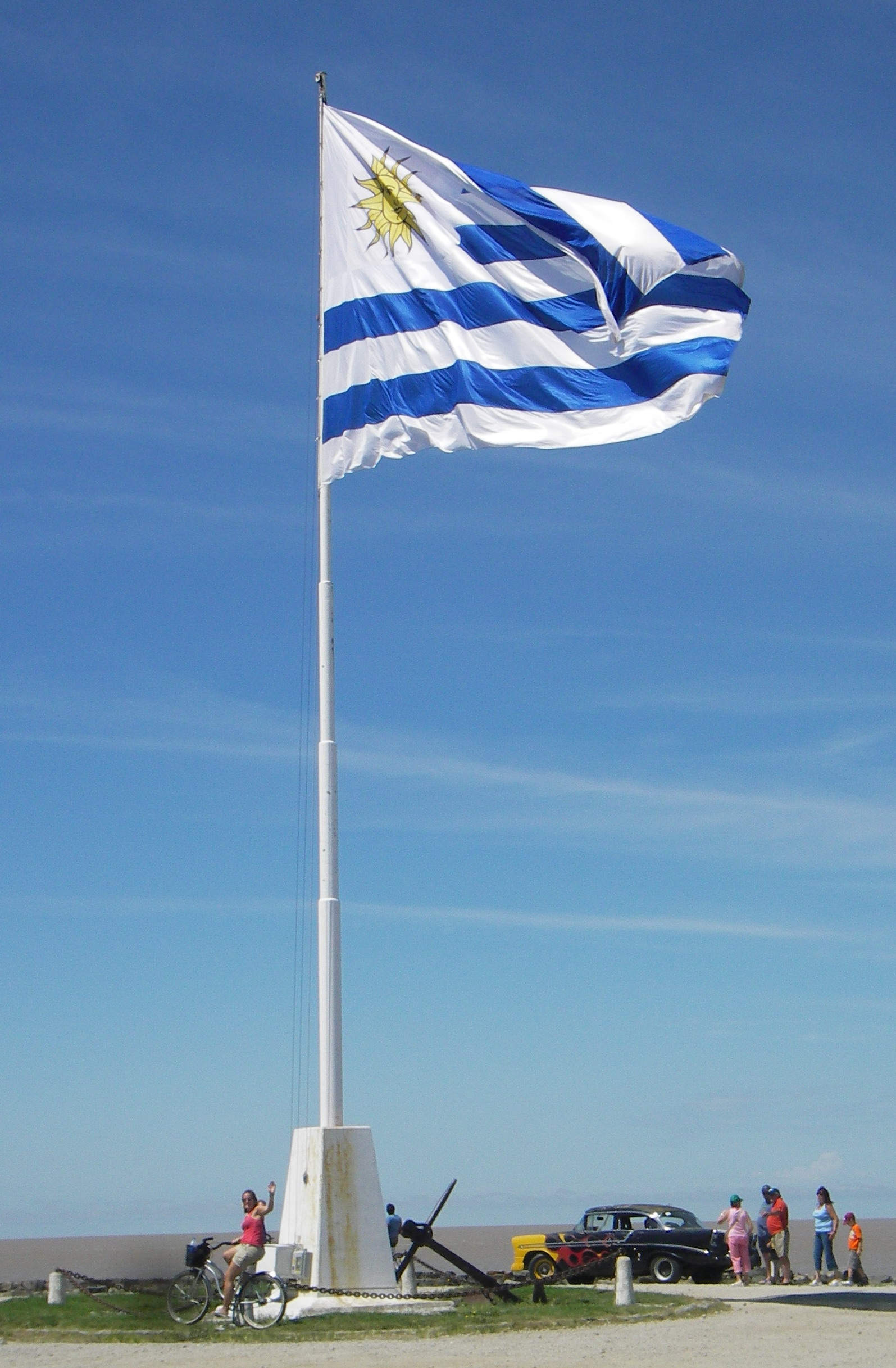
Bandera a Colonia del Sacramento
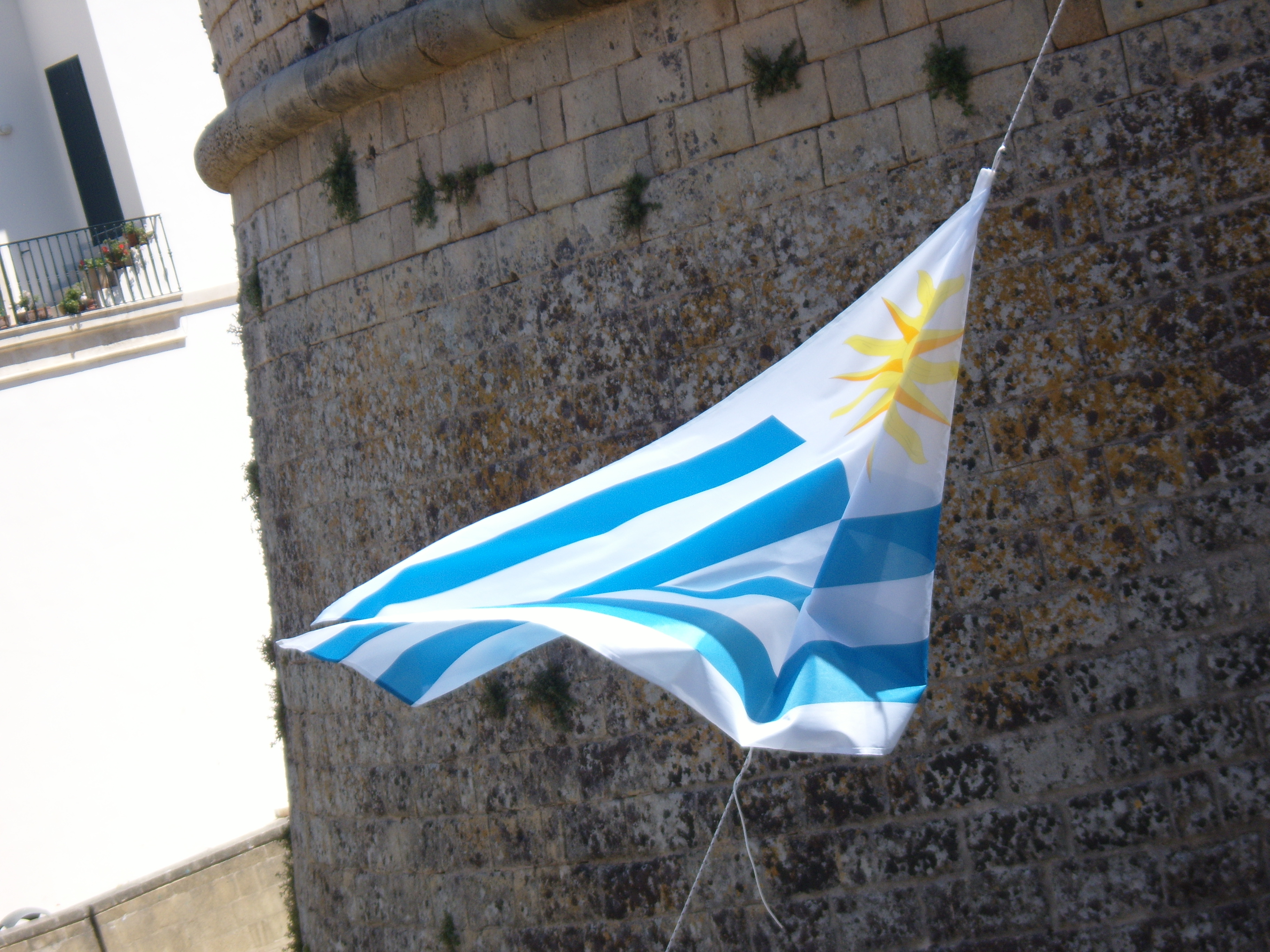
Bandera a Òtranto
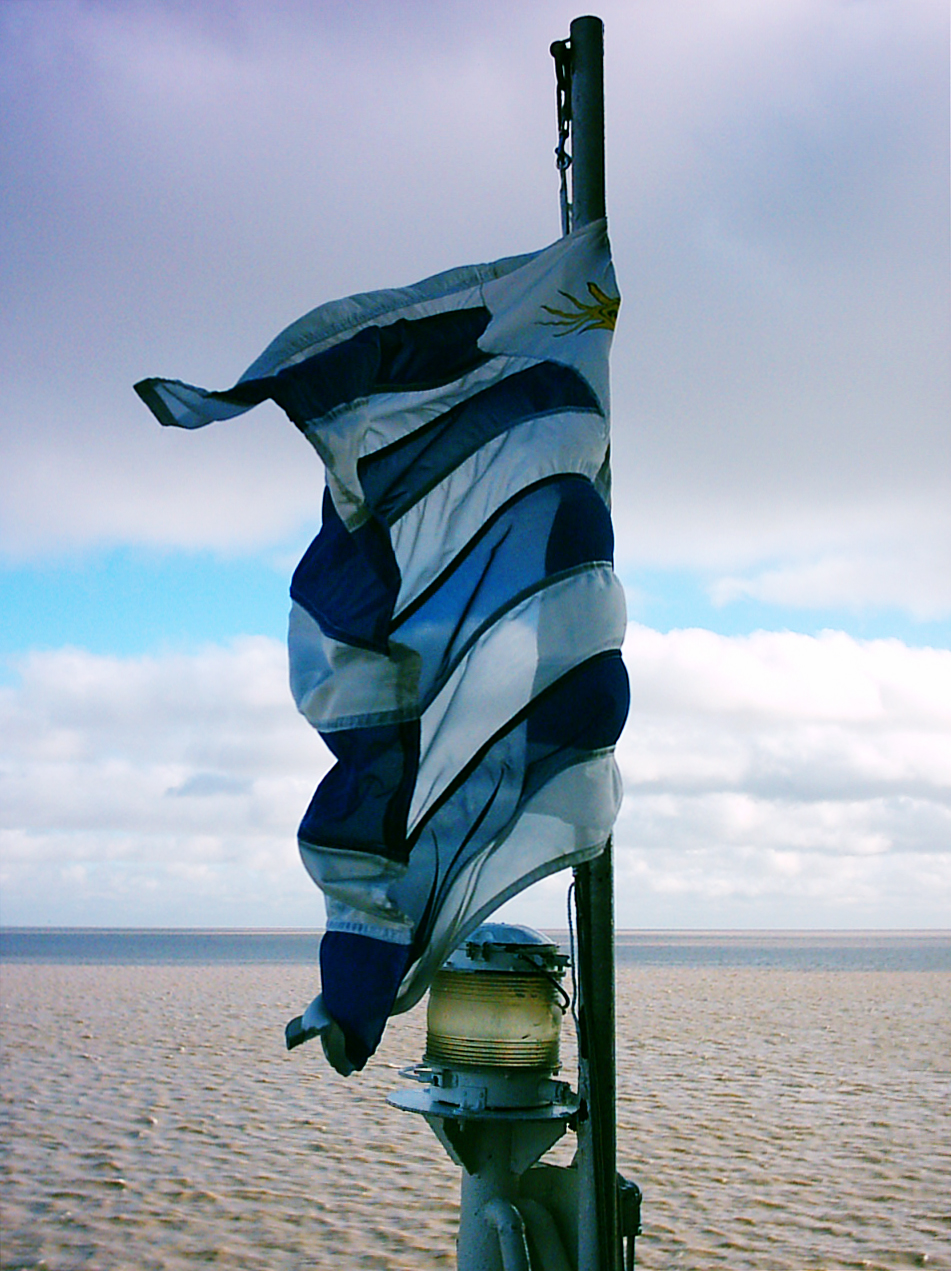
Bandera a Buquebús